# Одержимая (фильм, 2012)
«Одержимая» (англ. The Devil Inside) — эксплуатационный фильм ужасов Уильяма Брента Белла, снятый в псевдодокументальном стиле. Фильм вышел на экраны в США 6 января 2012 года, в российский прокат — 2 февраля 2012 года.

## Сюжет
30 октября 1989 года Мария Росси (Сюзен Краули) совершила тройное убийство во время экзорцизма, выполняющегося на ней. Католическая церковь способствовала тому, что Марию Росси не посадили в тюрьму, а направили на лечение в католическую психиатрическую больницу в Риме. Её дочь, Изабелла, узнав о кровавых расправах матери от отца, который умер через три дня после того, как рассказал ей, решает поставить для себя цель — узнать истину о своей матери.

## В ролях
- Фернанда Андраде — Изабелла Росси
- Саймон Куотерман — Бенджи
- Ивэн Хельмут — Дэвид
- Ионут Грама — Майк
- Сюзен Краули — Мария Росси
- Бонни Морган — Розалита